# 帕拉斯凯维·帕帕赫里斯图
帕拉斯凯维·帕帕赫里斯图（希臘語：Παρασκευή (Βούλα) Παπαχρήστου，1989年4月17日—），希腊女子田径运动员，2016年世界室内田径锦标赛女子三级跳远铜牌得主、2016年欧洲田径锦标赛女子三级跳远铜牌得主、2018年欧洲田径锦标赛女子三级跳远金牌得主。